# Kyle Tucker
Kyle Tucker (* 17. Januar 1997 in Tampa, Florida) ist ein amerikanischer Baseballspieler auf der Position des Outfielders, der für die Houston Astros in der Major League Baseball (MLB) spielt. Er gilt als einer der aufstrebenden Spieler in der MLB, zählt zu den besten Outfieldern und hat sein Talent im Hitting, Fielding und Baserunning seit 2020 bewiesen. Sein Spitzname lautet "King Tuck".
In den Jahren 2020 bis 2024 erzielte Tucker einen OPS (On-Base plus Slugging) von 0.869, womit er zu den 20 besten Schlagmännern der American League zählt. Im Jahr 2022 gewann er mit den Houston Astros seine erste World Series und die zweite World Series in der Geschichte der Astros-Franchise.

## Karriere

### Frühe Karriere
Tucker wurde 2015 von den Houston Astros als fünfter Gesamtpick im MLB Draft ausgewählt, nachdem er sich als einer der besten High-School-Spieler des Landes ausgezeichnet hatte. Er begann seine Profikarriere bei den Astros' Minor League-Teams, wo er schnell auf sich aufmerksam machte. Tucker war bekannt für seinen ausgezeichneten Schwung und seine Fähigkeit, die Bases effektiv zu stehlen.

### Aufstieg durch die Minor Leagues
Im Jahr 2017 spielte Tucker überwiegend bei den Buies Creek Astros in der Advanced-A Carolina League, bevor er zu den Corpus Christi Hooks in die Double-A Texas League befördert wurde. Seine Leistungen in den Minor Leagues waren beeindruckend, was ihm mehrere Auszeichnungen einbrachte, darunter die Auswahl zum MiLB.com Organization All-Star und die Teilnahme am prestigeträchtigen Futures Game während des MLB All-Star-Wochenendes.

### MLB-Debüt und Entwicklung
Tucker gab sein MLB-Debüt am 7. Juli 2018 bei den Astros. Trotz eines schwierigen Starts, bei dem er Mühe hatte, sich an das Pitching auf Major-League-Niveau anzupassen, blieb er eine Schlüsselfigur in den Plänen der Astros. Im Jahr 2019 und 2020 erhielt er mehr Spielzeit und begann, sein Potenzial zu realisieren, indem er wichtige Beiträge zum Erfolg des Teams leistete, sowohl in der regulären Saison als auch in den Playoffs. Insbesondere 2020 war sein Durchbruch-Jahr, in dem er in der durch die Corona-Pandemie verkürzten Saison eine Slashline von .268/.325/.512 in 58 Spielen aufwies. Seine 6 Triples waren die meisten in der American League.

### Durchbruch in der Saison 2021
Die Saison 2021 war ein Wendepunkt in Tuckers Karriere. Er etablierte sich als einer der besten jungen Schlagmänner in der MLB mit einer Schlagstatistik von .294/.359/.557 und ein OPS von .917, welcher der 3. beste OPS in der American League war. Er übertraf damit selbst Leistungen seiner etablierten Star-Teamkameraden wie Yordan Alvarez oder Carlos Correa. Er gewann zudem den Player of the Month Award für September: Er schlug .346/.438/.692 mit einem 1.130 OPS in 30 Spielen.
Seine Fähigkeit, hochwertige Kontakte zu knüpfen, kombiniert mit einer bemerkenswerten Schlagfrequenz und Effizienz, festigte seinen Status als aufstrebender Star. Im AL Most Valuable Player Voting belegte er den 20. Platz, was viele als unfair empfanden, da er besser Statistiken aufwies als viele der vor ihm platzierten Spieler.

### Solide All-Star Saison 2022
Das Jahr 2022 war ein wichtiger Meilenstein für Kyle Tucker, als er zusammen mit Jeremy Peña seinen ersten Rawlings Gold Glove Award erhielt und als einer der besten defensiven Right Fielder der American League ausgezeichnet wurde. Diese Leistung unterstreicht seine defensiven Fähigkeiten, die seine offensiven Fähigkeiten ergänzen. Neben den Auszeichnungen für seine Defensivleistung blieb auch Tuckers Offensivleistung solide. Er erzielte eine Slashline von .257/.330/.478. Diese Statistiken waren nicht so herausragend wie die der letzten Saison, aber immer noch gut, vor allem weil sich seine Defensive verbessert hatte.
In der World Series gegen die Phillies stellte Tucker seine Fähigkeit unter Beweis, auf der großen Bühne zu glänzen. Trotz der Niederlage der Astros in Spiel 1 schlug Tucker zwei Homeruns.
Am Ende der World Series gegen die Philadelphia Phillies gewann Kyle Tucker seine erste World Series. Wie alle anderen bekam er dafür einen Championship Ring. Dies markierte einen Meilenstein in seiner Karriere. Er nahm auch am renommierten All Star Game teil, bei dem die besten Spieler der jeweiligen Position ausgewählt werden.

### Starke Offensivleistung und All-Star Saison 2023
Kyle Tucker setzte seine starken Leistungen im Jahr 2023 fort und zeigte in diesem Jahr im Vergleich zum Vorjahr Verbesserungen in der Offensive und kehrte zu seinen 2021 Standards zurück. Er führte die MLB in RBI (Runs Batted In) an und schlug .284/.369/.517 mit einer OPS von .886, was den sechsten Platz in der American League bedeutete. Tucker gewann auch den AL Silver Slugger Award, eine prestigeträchtige Auszeichnung für den besten Spieler auf seiner Position in der American und National League. Er war außerdem einer von nur drei Spielern in der American League mit mindestens 29 Homeruns und 29 Stolen Bases.
Die Saison war jedoch auch nicht ohne Tiefpunkte. Tucker erlebte eine insgesamt enttäuschende Postseason, in dem seine Leistung nicht seinem Standard der regulären Saison entsprach.
Im Laufe des Jahres wurden Tuckers Fähigkeiten mit seiner Wahl in das zweite All-MLB-Team weiterhin ausgezeichnet.

## Rezeption
Bei den Fans ist Kyle Tucker äußerst beliebt. Die Fans loben Kyle Tucker oft für seine starken Leistungen und haben fast schon eine persönliche Beziehung zu ihm aufgebaut, indem sie ihn "King Tuck" nennen und bei seinen Homeruns ihre eigenen Sprüche für ihn haben.
Viele Fans fordern daher, dass Tucker in Houston bleibt. Seit längerer Zeit gibt es vehemente Kommentare unter den Social-Media-Posts der Astros, dass Tucker verlängert werden sollte, da sein Vertrag bald ausläuft.